# Augusta Vera Duthie

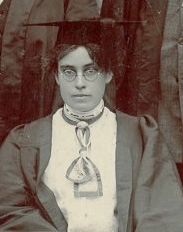
Augusta Vera Duthie

Augusta Vera Duthie (* 18. Juli 1881 in Knysna, Südafrika; † 8. August 1963 ebenda) war eine südafrikanische Botanikerin und Hochschullehrerin. Sie war die erste Universitätsdozentin, die vollständig in Südafrika ausgebildet wurde.

## Leben und Werk
Duthie war die Tochter von Archibald H. Duthie und seiner Frau Augusta Vera Roberts. Ihr Großvater war Thomas Henry Duthie, der Gründer des Belvidere Estate an der Garden Route. Sie wuchs auf der Farm Belvidere der Familie an der Lagune von Knysna auf. Nach ihrer Immatrikulation 1898 zog sie nach Wellington, um Botanik bei Bertha Stoneman, Physik und Mathematik am Huguenot College zu studieren. Sie erwarb im Dezember 1901 den Bachelor of Arts an der University of the Cape of Good Hope. 1902 wurde sie als Dozentin an das Victoria College (ab 1918 Stellenbosch University) berufen, wo sie die Abteilung für Botanik gründete. Anschließend wurde sie zur Senior Lecturer befördert und leitete die Abteilung als Professorin für Botanik bis zur Berufung von Gert Cornelius Nel, einem ihrer ehemaligen Studenten, im März 1921.
In diesen Jahren baute sie die Abteilung neu auf, mit einem eigenen botanischen Museum, einem Herbarium des Stellenbosch-Distrikts und Einrichtungen für morphologische Forschung. Anfang 1912 wurde zu ihrer Unterstützung Sidney Garside als zweiter Dozent ernannt. Nach der Ernennung von Professor Nel nahm ihre Verwaltungsarbeit ab und ihre Lehre beschränkte sich hauptsächlich auf die Morphologie der autotrophen Farne, Moose, Algen und Pilze.
Nach einem weiteren Studium verlieh ihr die University of the Cape of Good Hope im Dezember 1910 den Master of Arts in Botanik. Sie studierte 1912 in Cambridge, England, und 1920 in Australien. 1929 verlieh ihr die Universität von Südafrika, die ehemalige University of the Cape of Good Hope, den Grad Doctor of Science für ihre Dissertation Vegetation and flora of the Stellenbosch flats.
Duthie veröffentlichte 1912 ihre erste wissenschaftliche Arbeit Anatomy of Gnetum africanum in den Annals of Botany. In den nächsten Jahren konzentrierte sie ihre Forschung auf die Flora der Stellenbosch-Flächen. Die Ergebnisse ihrer Studien wurden zwischen 1924 und 1940 in einer Reihe von Artikeln in der Annale van die Universiteit van Stellenbosch veröffentlicht. Sie beschrieb 13 neue Pflanzenarten aus dieser Region, darunter fünf aus der Gattung Urginea, zwei aus der Gattung Eriospermum und drei Moose der Gattung Isoetes. Drei weitere Arbeiten befassten sich mit der Morphologie der Art Selaginella pumila. Sie legte auch eine Sammlung der Myxomycetes an und beschrieb diese Gruppe von Pilzen 1917 in den Transactions of the Royal Society of South Africa.
Duthie wurde 1906 Mitglied der South African Philosophical Society, die 1908 zur Royal Society of South Africa wurde. Sie trat 1917 der South African Association for the Advancement of Science bei und war in den dreißiger Jahren Mitglied des Cape Natural History Club.
Nach dem Tod ihres letzten verbliebenen Bruders im Jahr 1933 übernahm Duthie die Leitung der Familienfarm. Sie zog sich Ende 1939 aus der Abteilung für Botanik zurück, forschte aber bis August 1940, als sie sich in Belvidere niederließ. Nach ihrem Tod wurde aus dem Erlös ihrer Familienfarm Belvidere ein Fonds für die Schüler des St. Andrew’s College in Grahamstown gegründet.
Ihre Sammlung von Bryophyten wurde dem Bolus Herbarium überlassen, während die Blütenpflanzen und Pilze in das Herbarium des Department of Botany in Stellenbosch, das Compton Herbarium in Kapstadt, das Herbarium des Albany Museum, Grahamstown, das National Herbarium in Pretoria und die National Collection of Fungi des Plant Protection Research Institute in Pretoria übergeben wurde. Dokumente, die sich auf ihr Leben und ihre Arbeit beziehen, werden im Cape Town Archives Repository und in der National Library of South Africa, Cape Town Campus, aufbewahrt.
Die Pflanzengattung Duthiastrum und mehrere Arten wurden nach ihr benannt, wie Romulea duthieae, Psilocaulon duthieae, Ruschia duthieae, Stomatium duthieae und Impatiens duthieae. Robert Broom benannte nach ihr den Duthies Goldmull (Chlorotalpa duthieae).
Die Standard-Autorenabkürzung A.V. Duthie wird verwendet, um diese Person als Autor anzugeben, wenn ein botanischer Name zitiert wird.

## Ehrungen und Anerkennungen
- 1907: Robert Broom benennt Duthies Goldmull (Chlorotalpa duthieae) nach Duthie.[3]
- 1926: Fellow der Royal Society of South Africa
- 1972: Das Buntglasfenster in der Nordwand der Holy Trinity Church in Belvidere wird zu ihrem Gedenken enthüllt[4][5]